# فهرست دانشگاه‌های اردن

## امان
- دانشگاه اهلیه امان
- دانشگاه عرب دروس عالی امان
- دانشگاه غیر انتفایی علوم تطبیقی
- دانشگاه آزاد عرب
- آکادمی عرب برای بانک و علوم سرمایه گذاری
- دانشگاه غیر انتفایی اسراء
- دانشگاه آلمان اردن
- آکادمی موسقی اردن
- موسسه تکنولوژی نیویورک
- دانشگاه فیلادلفیا اردن
- دانشگاه تکنولوژی شاهزاده سمیه
- دانشگاه اردن
- دانشگاه پترا
- دانشگاه زیتونه اردن
- کالج قدس
- کالج انجمن عرب
- دانشگاه آمریکایی اردن

## عقبه
- دانشگاه عقبه
- موسسه هنرهای سینمایی دریای سرخ
- دانشگاه آمریکایی عقبه
- دانشگاه انگلیسی عقبه
- کامپوس عقبه دانشگاه اردن

## بلقاء
- دانشگاه تطبیقی بلقاء

## اربد‌
- دانشگاه بین‌المللی اربد
- دانشگاه علم و تکنولوژی اردن
- موسسه تکنولوژی نیویورک اردن
- دانشگاه یرموک
- دانشگاه جدارا

## جرش
- دانشگاه غیر انتفایی جرش

## کرک
- دانشگاه کرک

## معان
- دانشگاه حسین ابن طلال

## مادبا
- دانشگاه آلمان اردن مادابا
- موسسه تکنولوژی نیویورک
- دانشگاه مادابا

## مفرق
- دانشگاه آل بیت

## طفیله
- دانشگاه تکنیک طفیله

## زرقاء
- دانشگاه هاشمیه
- دانشگاه غیر انتفایی زرقاء